# Jay Wilsey

Buffalo Bill Jr., de son vrai nom Jay Wilsey, est un acteur américain né le 6 février 1896 à Hillsdale (Missouri) et mort le 25 octobre 1961 à Los Angeles (Californie)

## Biographie
Wilbert Jay Wilsey est né à l’époque où les Frères Dalton faisaient encore, par leurs tristes exploits, la une des journaux locaux.
Il arrive à Hollywood en 1924 après avoir exercé de nombreux métiers. Sous le pseudonyme de Buffalo Bill Jr, il va devenir une des stars du cinéma muet, sans avoir aucun lien avec le célèbre personnage de l‘Ouest. De 1924 à 1927, il tourne 24 westerns dans lesquels son personnage se prénomme Bill.
Après 2 années plus calmes, sa carrière se relance avec l’avènement du cinéma parlant. En 1933, il réalise son premier film Trails of adventure, puis réalise l’année suivante Riding speed.
En 1934 également, il tourne avec John Wayne, Le Territoire sans loi et Sous le soleil d'Arizona, puis en 1935, Texas Terror. Il fait une apparition en 1937 dans Laurel et Hardy au Far West comme client de bar.
En 1943, après une dernière apparition dans Frontier Fury    comme « Stage Shotgun » , il quitte les plateaux de cinéma.
Après sa retraite, il passe avec  sa femme, l'actrice Genee Boutell , beaucoup de temps à bord de leur voilier, le «Ruana», et navigue à travers l'océan Pacifique et visite le Mexique , Hawaii et Tahiti.
Jay Wilsey décède d'un cancer du poumon le 25 octobre 1961 à Los Angeles (Californie).

## Filmographie
- 1924 : Bringin' Home the Bacon de Richard Thorpe : Bill Winton
- 1924 : Fast and Fearless de Richard Thorpe : "Lightning" Bill Lewis
- 1924 : Hard Hittin' Hamilton de Richard Thorpe : Bill Hamilton
- 1924 : Rarin' to Go de Richard Thorpe : Bill Dillon
- 1924 : Thundering Romance de Richard Thorpe : "Lightning" Bill
- 1925 : A Streak of Luck de Richard Thorpe : Billy Burton
- 1925 : Double Action Daniels de Richard Thorpe : "Double Action" Bill Daniels
- 1925 : Full Speed de Richard Thorpe
- 1925 : On the Go de Richard Thorpe : Bill Drake
- 1925 : Quicker'n Lightnin' de Richard Thorpe : Quicker'n Lightnin'
- 1925 : Saddle Cyclone de Richard Thorpe : Bill Demming
- 1925 : The Desert Demon de Richard Thorpe : Bill Davis
- 1926 : Bad Man's Bluff de Alvin J. Neitz : Zane Castleton
- 1926 : Coming an' Going de Richard Thorpe : Bill Martin
- 1926 : Deuce High de Richard Thorpe : Ted Crawford
- 1926 : Rawhide de Richard Thorpe : Rawhide Rawlins
- 1926 : Speedy Spurs de Richard Thorpe : Bill Clark
- 1926 : The Bonanza Buckaroo de Richard Thorpe : Bill Merritt
- 1926 : Trumpin' Trouble de Richard Thorpe : Bill Lawson
- 1927 : Pals in Peril de Richard Thorpe : Bill Gordon
- 1927 : Roarin' Broncs de Richard Thorpe : Bill Morris
- 1927 : The Galloping Gobs de Richard Thorpe : Bill Corbitt
- 1927 : The Interferin' Gent de Richard Thorpe : Bill Stannard
- 1927 : The Obligin' Buckaroo de Richard Thorpe : Bill Murray
- 1927 : The Ridin' Rowdy de Richard Thorpe : Bill Gibson
- 1928 : The Ballyhoo Buster de Richard Thorpe : Bob Warner
- 1928 : The Valley of Hunted Men de Richard Thorpe : Tom Mallory
- 1929 : A Final Reckoning de Ray Taylor : Capitaine Wilson
- 1929 : The Pirate of Panama de Ray Taylor
- 1930 : Bar L Ranch de Harry S. Webb : Bob Tyler
- 1930 : Beyond the Rio Grande de Harry S. Webb : Bill
- 1930 : The Cheyenne Kid de Jacques Jaccard Buck Allen
- 1930 : Way Out West de Fred Niblo : Hank
- 1930 : Westward Bound de Harry S. Webb : Bob Lansing
- 1931 : Lightning Bill de Victor Adamson
- 1931 : The Pueblo Terror de Alvin J. Neitz : Bill Sommers
- 1931 : Trails of the Golden West de Leander De Cordova
- 1932 : Dynamite Denny de Frank Strayer : "Dynamite" Denny
- 1932 : Riders of Golden Gulch de Cliff Smith
- 1932 : The Fighting Cowboy de Victor Adamson : Bill Carson
- 1932 : The Texan de Cliff Smith : Bill Rust
- 1933 : Deadwood Pass de J. P. McGowan : l'adjoint
- 1933 : Terror Trail de Armand Schaefer : le prisonnier
- 1934 : Neath the Arizona Skies de Harry L. Fraser
- 1934 : Pals of the Prairie de Charles Hutchison : Bob Bentley
- 1934 : Rawhide Romance de Victor Adamson
- 1934 : Riding Speed de Jay Wilsey
- 1934 : Le Territoire sans loi (The Lawless Frontier)  de Robert N. Bradbury
- 1934 : Wheels of Destiny de Alan James
- 1935 : Five Bad Men (en) de Clifford Smith
- 1935 : Phantom Empire d'Otto Brower
- 1935 : Radio Ranch de B. Reeves Eason
- 1935 : Rainbow Valley de Robert North Bradbury
- 1935 : Ranger of the Law de Robert J. Horner (en)
- 1935 : Texas Terror de Robert North Bradbury
- 1935 : The Whirlwind Rider de Robert J. Horner (en)
- 1935 : Trails of Adventure de Buffalo Bill Jr.
- 1936 : Avenging Waters de Spencer Gordon Bennet
- 1936 : Heroes of the Range de Spencer Gordon Bennet
- 1937 : Law of the Ranger de Spencer Gordon Bennet
- 1937 : Ranger Courage de Spencer Gordon Bennet
- 1937 : Reckless Ranger de Spencer Gordon Bennet
- 1937 : The Rangers Step in de Spencer Gordon Bennet
- 1939 : Blue Montana Skies de B. Reeves Eason
- 1940 : Men With Steel Faces de B. Reeves Eason
- 1941 : The Lone Rider Crosses the Rio de Sam Newfield
- 1941 : The Lone Rider in Ghost Town de Sam Newfield